# Tarcsafalva
Tarcsafalva (románul Tărcești) falu Romániában, Hargita megye területén.

## Története
1333-ban a pápai tizedjegyzék villa Tortha, majd Tarka néven említi. 1462-ben Tarchafalva formában jelentkezik. 1567-ben a regestrum 6 kapuval jegyzi. 1602-ben már Tarcsafalva a neve.
1333-ban plébániatemploma van, ebben az évben papja (név nélkül) a pápai tizedjegyzék szerint 5 banálist fizet. 1334-ben Benedek pap 2 banálist. Ez a XIV. századi templom a gótikus korban nyert részletekkel 1898-ig állott fenn.
Orbán Balázs részletes leírást ad a régi templomról: a késő gótikus kor alkotása, „mely szép arányaival s díszes ékítményeivel gyönyörködteti a szemet…” Szentélye poligon záródású, kis gerelyívű ablakocskával, a hajó két ablaka magasra nyúló, csúcsíves. A nyugati főkapu és a déli mellékkapu szintén gótikus.
Eredetileg boltozott volt a hajó és a szentély is, amire bizonyság a gyámkövek és a külső támpillérek maradványa. A deszkamennyezet 1701-ben készült. Szentségfülkéje, liliomszerű virágdísszel, szintén a gótikus kor emléke. A hajó festett, kazettás mennyezete 1756-ból való.
A templom közelében álló fatoronyban középkori harang függött, melynek érdekes fémdomborművei: Trónoló király két mellékalakkal, Kálvária, Agnus Dei, Trónoló királynő, Madonna. Orbán szerint Zsigmond korára utalnak.
1734-ben új tornyot építenek, ebben a régi harang nem kap helyet. Már Orbán Balázs idejében „összeomlandó állapotra juttatta sajnos az idő kíméletlensége”. 1898-ban le is bontják és anyagából új templomot építenek.
A 19. század végén Udvarhely vármegye Székelykeresztúri járásához tartozott.
1876-ban a templom déli faláról lehullott vakolat alól „különös írásjelek, betűformák tűntek elő, ami falképekre utalt. Visszavakolták.
Középkori tiszta katolikus lakói a reformáció után az unitárius vallásnál állapodnak meg.
A XVIII. században unitárius anyaegyház, és e század elején is csak unitárius temploma és egyháza van.

## Népessége
1992-ben 200 magyar lakója volt, akik túlnyomó többségben unitárius vallásúak.

## Ismert emberek
- Itt született  1804. január 10-én Pálffy János író, képviselőházi alelnök, országgyűlési képviselő, pénzügyminisztériumi államtitkár.
- Itt született 1874. április 20-án Ürmösi Károly unitárius egyházi író.
- Itt született 1878. június 4-én Márkos Albert tanulmány- és tankönyvíró.
- Itt született 1912. szeptember 16-án Benczédi Sándor szobrászművész.